# La figlia di Pohjola
La figlia di Pohjola (Pohjolan tytär), Op. 49, è un poema sinfonico scritto dal compositore finlandese Jean Sibelius nel 1906.

## Storia
In origine Sibelius intendeva intitolare l'opera Väinämöinen, dal personaggio del Kalevala (l'epopea nazionale finlandese). L'editore Robert Lienau insistiteva sul titolo tedesco Tochter des Nordens ("Figlia del Nord"), che è una traduzione letterale del titolo finlandese dell'opera, Pohjolan tytär, tradizionalmente tradotto in italiano  La figlia di Pohjola. Sibelius replicò quindi con il nuovo titolo L'aventure d'un héros. Considerò anche di chiamare l'opera Luonnotar. Il suggerimento di Lienau però alla fine divenne il titolo pubblicato dell'opera; il titolo Luonnotar fu in seguito assegnato a un pezzo successivo.
Questa fu la prima opera che Sibelius scrisse direttamente per un editore musicale tedesco. La sua anteprima fu eseguita a San Pietroburgo nel dicembre del 1906, con il compositore stesso che diresse l'Orchestra del Teatro Mariinskij.

## Ispirazione e trama
Il passaggio del Kalevala che ha ispirato questo lavoro è nell'ottavo Runo (verso) noto in varie traduzioni come "La ferita" o "Väinämöinen e la fanciulla della Fattoria del nord".
Il poema sinfonico raffigura Väinämöinen "fermo, vecchio, con la barba bianca che osserva la bella "figlia del Nord (Pohjola)", seduta su un arcobaleno, mentre tesse una tela d'oro, mentre lui cavalca su una slitta attraverso il paesaggio oscuro. Väinämöinen le chiede di unirsi a lui, ma lei risponde che partirà solo con un uomo che può svolgere una serie di compiti impegnativi, come legare un uovo in nodi invisibili e, in particolare, costruire una barca da frammenti della sua conocchia. Väinämöinen tenta di adempiere a questi compiti tramite la propria esperienza con la magia; in molti dei compiti riesce, ma alla fine viene contrastato da spiriti maligni quando tenta di costruire la barca e si ferisce con un'ascia. Allora si arrende, abbandona i compiti e continua il suo viaggio da solo.

## Analisi musicale
La figlia di Pohjola è considerata una delle partiture più ricche di colore di Sibelius; la musica segue con intensa espressione i vari passaggi della vicenda ed è ricca di accenti impressionistici.

## Organico
La strumentazione è per grande orchestra: due flauti, ottavino, due oboi, corno inglese, due clarinetti, clarinetto basso in Si bemolle, due fagotti, controfagotto, quattro corni in Fa, due cornette in Si bemolle, due trombe in Si bemolle, tre tromboni, basso tuba, timpani, arpa, archi.

## Nel cinema
Il motivo musicale con cui è descritta la risata di scherno della fanciulla mentre si prende gioco di Väinämöinen è stato rivendicato come fonte d'ispirazione per la colonna sonora di Bernard Herrmann nella scena dell'accoltellamento di Psyco.